# Gmina Borowie
Die Gmina Borowie ist eine Landgemeinde im Powiat Garwoliński der Woiwodschaft Masowien in Polen. Ihr Sitz ist das gleichnamige Dorf.

## Gliederung
Zur Landgemeinde Borowie gehören folgende 19 Dörfer mit einem Schulzenamt:
Borowie
Brzuskowola
Chromin
Dudka
Filipówka
Głosków
Gościewicz
Gózd
Iwowe
Jaźwiny
Kamionka
Laliny
Łętów
Łopacianka
Nowa Brzuza
Stara Brzuza
Słup Pierwszy
Słup Drugi
Wilchta
Weitere Orte der Gemeinde sind Borowie-Kolonia, Chrominek, Czarnów, Głosków-Kolonia, Gózd-Kolonia und Podlaliny.

## Verkehr

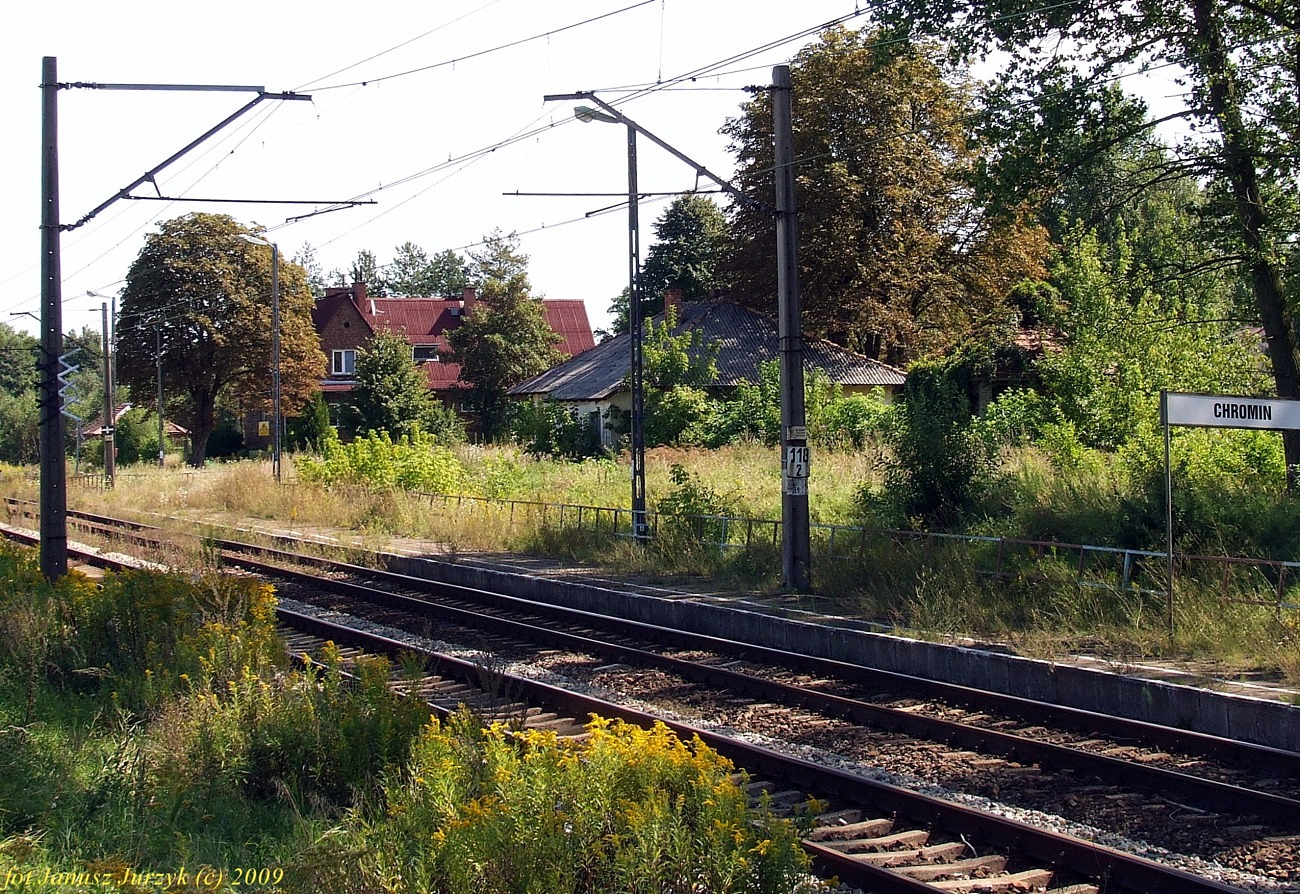
Ehemaliger Haltepunkt Chromin

Die im Gemeindegebiet liegenden Haltepunkte Chromin und Iwowe der Bahnstrecke Skierniewice–Łuków sind stillgelegt.